# Pharnaces I van Pontus
Pharnaces I van Pontus (Grieks: Ο Φαρνάκης, gestorven: ca. 155 v.Chr.) was de vijfde koning van Pontus. Hij was de zoon van Mithridates III en zijn vrouw Laodice.

## Biografie
De exacte datum van Pharnaces I successie van de troon kan niet precies worden vastgesteld, maar het is zeker dat hij in 183 v.Chr. al koning was toen hij de stad Sinope in dat jaar veroverde. Niet lang daarna raakte Pharnaces in conflict met koning Eumenes II van Pergamon. Ondanks de pogingen van de Romeinse Republiek om te bemiddelen in het conflict komt hij toch in oorlog met Pergamon. Deze oorlog met zijn buurland zou tot 179 v.Chr. duren. Ook het overlijdensdatum van de koning is onbekend, maar waarschijnlijk is hij in 155 v.Chr. overleden, omdat zijn broer Mithridates het jaar daarop als koning wordt vermeld.

## Huwelijken en kinderen
Pharnaces I was getrouwd met Nysa, een Seleucidische prinses. Zij kregen samen twee kinderen:
- Mithridates, de latere koning Mithridates V.
- Nysa, trouwde met koning Ariathes V van Cappadocië.